# Dasyhelea azteca
Dasyhelea azteca är en tvåvingeart som beskrevs av Heron Huerta och Eileen D. Grogan 2006. Dasyhelea azteca ingår i släktet Dasyhelea och familjen svidknott. Inga underarter finns listade i Catalogue of Life.